# Alþingishúsið
El Alþingishúsið (en islandés, 'la casa del Parlamento') es un edificio del siglo XIX, situado en el centro de Reikiavik, la capital de Islandia. Es la sede del Althing, o sea el Parlamento de ese país. 

## Historia

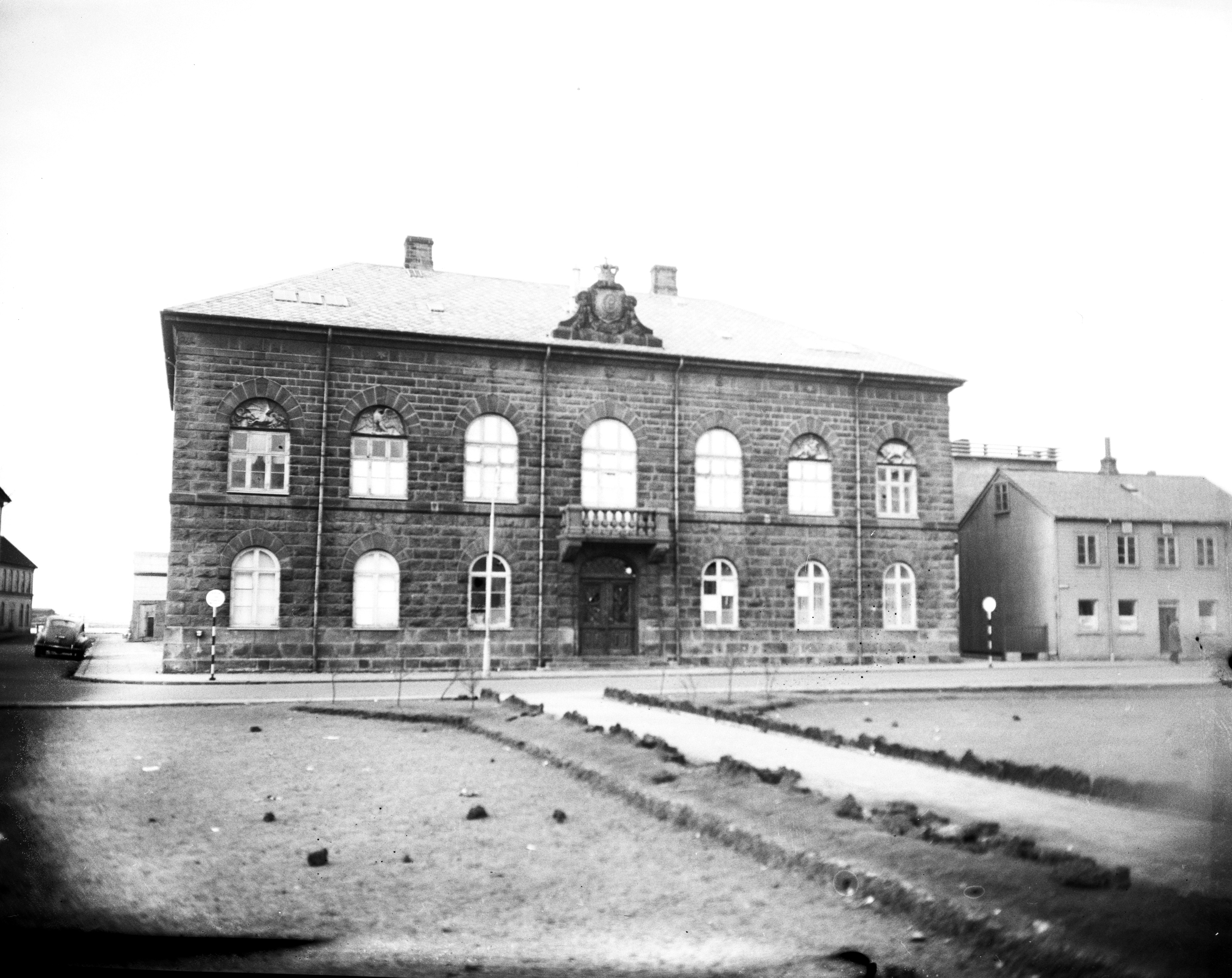
El Alþingishúsið en 1949.

Es obra del arquitecto danés Ferdinand Meldahl, quien realizó un diseño en el que predomina la piedra dolerita. Fue construido entre 1880 y 1881, en pleno auge del movimiento de independencia de Islandia. Para su construcción se eligió un lugar emlblemático, en la Plaza Austurvöllur del distrito de Miðborg, que corresponde al centro histórico de Reikiavik aunque hoy se encuentre en el occidente de la ciudad.
Los relieves de los tímpanos de las ventanas del primer piso son los espíritus de un dragón, un buitre, un gigante y un toro que según la leyenda fue aplacado por Ingólfur Arnarson, el primer colono nórdico que se instaló en la isla, en el año 874. Se trata además de las cuatro figuras míticas protectoras de la isla, que aparecen en el escudo del país.
El Alþingishúsið también fue la sede de la Biblioteca Nacional, hasta 1908, y de la Galería Nacional de Islandia, hasta 1950. La Universidad de Islandia funcionó en el primer piso del edificio entre 1911 y 1940, y el presidente de Islandia tuvo allí sus oficinas hasta 1973.